# I’m Your Baby Tonight
I’m Your Baby Tonight – trzeci album amerykańskiej piosenkarki Whitney Houston, wydany 6 listopada 1990 roku.

## Lista utworów
1. „I’m Your Baby Tonight”
2. „My Name Is Not Susan”
3. „All the Man That I Need”
4. „Lover for Life”
5. „Anymore”
6. „Miracle”
7. „I Belong to You”
8. „Who Do You Love”
9. „We Didn’t Know”
10. „After We Make Love”
11. „I’m Knockin’”

## Single
- „Takin A Chance” (wydany tylko w Japonii)
- „I'm Your Baby Tonight”
- „All The Man That I Need”
- „My Name Is Not Susan”
- „I Belong to You”
- „Miracle”
- „We Didn't Know” (duet ze Steviem Wonderem)